# Daglingos
Daglingo (também Dögling) foi uma dinastia lendária, um clã nórdico do reino de Ringerícia, Noruega, vigente aproximadamente desde a Era de Vendel até à Era Viquingue. A Saga dos Inglingos, do escaldo islandês Snorri Sturluson cita que o clã descende de Dágero, o Sábio, cuja filha Dageida se casou com o rei sueco Érico e foi mãe de Elfo e Ínguino.

## Os nove filhos de Dag

### Hyndluljóð
A herança de Dag é descrita na estrofe XVIII do poema Hyndluljóð:
| Dagr átti Þóru drengja móður, ólusk í ætt þar æðstir kappar: Fraðmarr ok Gyrðr ok Frekar báðir, Ámr ok Jösurmarr, Alfr inn gamli. Varðar, at viti svá. Viltu enn lengra? | a consorte de Dag foi mãe de heróis, Thora, quem lhe deu o mais bravo dos guerreiros, Frathmar e Gyrth e os dois Frekis, Am e Jofurmar, Alf o Velho; Há muito por saber,-- queres ouvir mais ainda? |

### Hversu Noregr byggðist
No final de Hversu Noregr byggðist, aparece Dag casado com uma mulher chamada Þóra drengjamóður que lhe deu nove filhos. Entre eles Óli, Ámr, Jöfurr e Arngrim, o berserker que casou com Eyfura, pai de Angantyr. Esta citação coloca-o como contemporâneo com Dag da saga Ynglinga, saga Hervarar e saga de Örvar-Oddr, portanto os filhos de Arngrim, Angantyr e Hjörvard, seriam primos irmãos do rei sueco Yngvi, com cuja filha Hjörvard pretendia casar. A história desembocou na morte de Angantyr, Hjörvard e os outros dez irmãos lutando num holmgang contra o campeão sueco Hjalmar e o seu irmão de sangue norueguês Örvar-Oddr. Mas Hversu Noregr Byggðist cita que o avô de Dag recebeu uma promessa dos deuses que não teria descendência feminina nos próximos trezentos anos, o que não encaixa com a história da suposta filha de Dag.
Outra linha sucessora relacionada com Dag, o Grande, segundo Hversu Noregr Byggðist era Óli, pai de Dag, que por sua vez era pai de Óleif, que foi pai de Hring (o velho rei Ring de Friðþjófs saga hins frœkna), pai de Olaf, por sua vez pai de Helgi, que foi pai de Sigurd Hart, pai de Ragnhild, e esta mãe de Harald I da Noruega. Esta linhagem coincide parcialmente com Ragnarssona þáttr, onde se menciona por outro lado Dag, o Grande e sua esposa Þóra drengjamóður como pais de Hring, que foi pai de Ingi, e por sua vez pai de Ingjald, e este pai de Olaf, pai de Guðröðr e Helgi. Helgi casou com a filha de Sigurd Ragnarsson e fruto desse casamento, nasceu Sigurd Hart, pai de Ragnhild, mãe de Harald I.